# Boys (TV-serie)
Boys är en svensk dramakomediserie som hade premiär på SVT Play 12 oktober 2015. Serien är skapad av Olof Leth, Robert Andersson, Tomas Dicander och Malin Idevall.
Serien följer de två vännerna Victor (Adam Pålsson) och Leo (Armand Mirpour) under en sommar där de söker en identitet i ett samhälle där mansrollen håller på att förändras.

## Rollista i urval
- Adam Pålsson – Victor
- Armand Mirpour – Leo
- Nanna Blondell – Ellie
- Nour El Refai – Alice
- Matias Varela – Christian Bassi
- Josefin Ljungman – Lovisa
- Jonas Bane – Sam
- Eva Fritjofson – Eva
- Andrea Edwards – Kristin
- Nanne Petrini – Julian
- Andreas Cervenka – Handledare
- Bianca Traum – Cosmina
- Pablo Leiva Wenger – Alvaro
- Ardalan Esmaili – Gaspar
- Celie Sparre – Lou Lou